# Elga newtonsantosi
Elga newtonsantosi is een libellensoort uit de familie van de korenbouten (Libellulidae), onderorde echte libellen (Anisoptera).
De soort staat op de Rode Lijst van de IUCN als kritiek, beoordelingsjaar 2007.
De wetenschappelijke naam Elga newtonsantosi is voor het eerst geldig gepubliceerd in 1992 door Machado.